# Facultad de Artes y Diseño
La Facultad de Artes y Diseño (FAD) antes Escuela Nacional de Artes Plásticas (ENAP) es una entidad académica de estudios superiores, perteneciente a la Universidad Nacional Autónoma de México. Es la encargada de formar profesionales en las disciplinas de las artes visuales, el diseño y la comunicación visual con las carreras de Artes Visuales, Arte y Diseño y Diseño y Comunicación Visual. Su campus principal se encuentra ubicado en la alcaldía de Xochimilco, pero cuenta también con una sede más antigua en el centro histórico: la Antigua Academia de San Carlos, así como extensiones académicas en Taxco (en el estado de Guerrero), y en la Unidad de Posgrado de la Ciudad Universitaria de la UNAM.
La institución es heredera de más de dos siglos de historia de la Academia de San Carlos, en este recinto se forjaron, como estudiantes o catedráticos, grandes artistas mexicanos como Diego Rivera, David Alfaro Siqueiros, Rufino Tamayo, José María Velasco, Francisco Eppens Helguera, Julio Ruelas, Mónica Mayer, Leopoldo Méndez y Nicolás Moreno entre otros.

## Antecedente directo: La Antigua Academia de San Carlos

### Orígenes en la Nueva España
A partir del año de 1753, el pintor Miguel Cabrera, junto con otros artistas de la Nueva España, solicitaron la creación de una Academia de Pintura ante las autoridades virreinales sin obtener resultados. En el año 1779 el grabador Jerónimo Antonio Gil, recién nombrado administrador de la Real Casa de Moneda de México realiza las gestiones para la creación de una "Escuela provisional de dibujo" con el fin de mejorar la producción y acuñación de monedas en la Nueva España.

### Fundación y primeros años de la Academia
El 4 de noviembre de 1781, Jerónimo Antonio Gil fundó la "Academia de las Tres Nobles Artes de San Carlos: arquitectura, pintura y escultura de la Nueva España".
El 25 de diciembre de 1783 el Rey Carlos III decretó la creación de la misma, por lo que se le agregó el título de "Real", y un año después, el 18 de noviembre de 1784 se emitieron sus estatutos.  La Real Academia continuó operando en la Antigua Casa de Moneda de México, hasta el año  1791. Su primer director fue el mismo Jerónimo Antonio Gil.
En 1791 es reubicada en las instalaciones que pocos años antes habían albergado el Hospital del Amor de Dios, ubicado en lo que hoy es la actual calle de Academia en el centro histórico de la Ciudad de México, a unos metros de la Plaza de la Constitución de la Ciudad de México.
Manuel Tolsá llegó a ser director de escultura del recinto en sus primeros años.

### sigloXIX
Entre 1812 y 1814 la Academia entró en una crisis financiera a causa del movimiento independentista en México, que la llevan a cerrar sus puertas en 1822.
Cuando reabrió en 1824 se suprimió el adjetivo "Real" (debido a la emancipación española) y pasó a ser conocida como Academia Nacional de Bellas Artes de San Carlos.
En 1843 comienza a resurgir como institución de prestigio gracias al apoyo del presidente Antonio López de Santa Anna y cerca del año 1848 logra salir de la crisis al subsanar las deudas que había acumulado durante varias décadas.
En el año 1846 el escultor Manuel Vilar, plantea que es necesario darle mantenimiento al recinto, y desde 1852 desarrolla un proyecto para su remodelación, pero es hasta los años 1857-1858 que comienzan los trabajos con estilo renacentista, a cargo del arquitecto Javier Cavallari, mismos que hasta la fecha se conservan, principalmente en la fachada; las remodelaciones culminaron cerca del año 1868.
En 1855 ingresó a estudiar José María Velasco a la academia, uno de los máximos representantes del paisajismo en México, tres años después ya forma parte del cuerpo de profesores que imparten clases.
A lo largo del siglo XIX fue renombrada varias veces dependiendo del modelo de gobierno en turno.

## La Escuela Nacional de Artes Plásticas

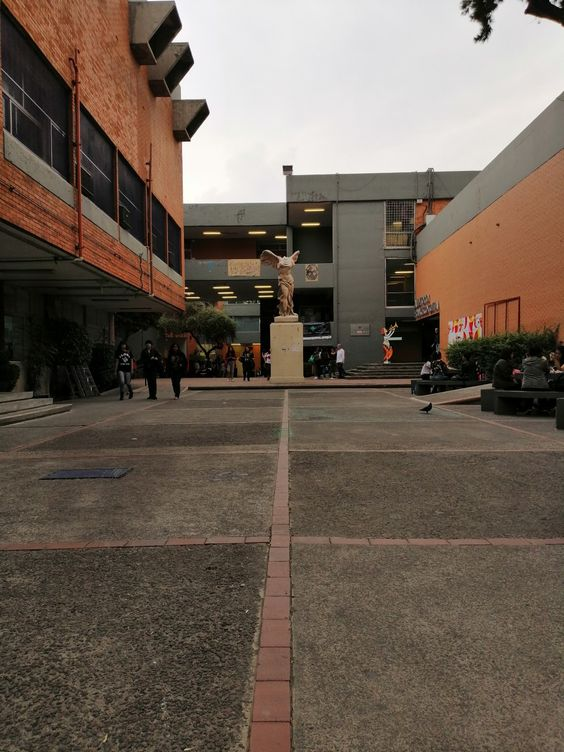
Explanada principal de la Facultad de Artes y Diseño de la UNAM

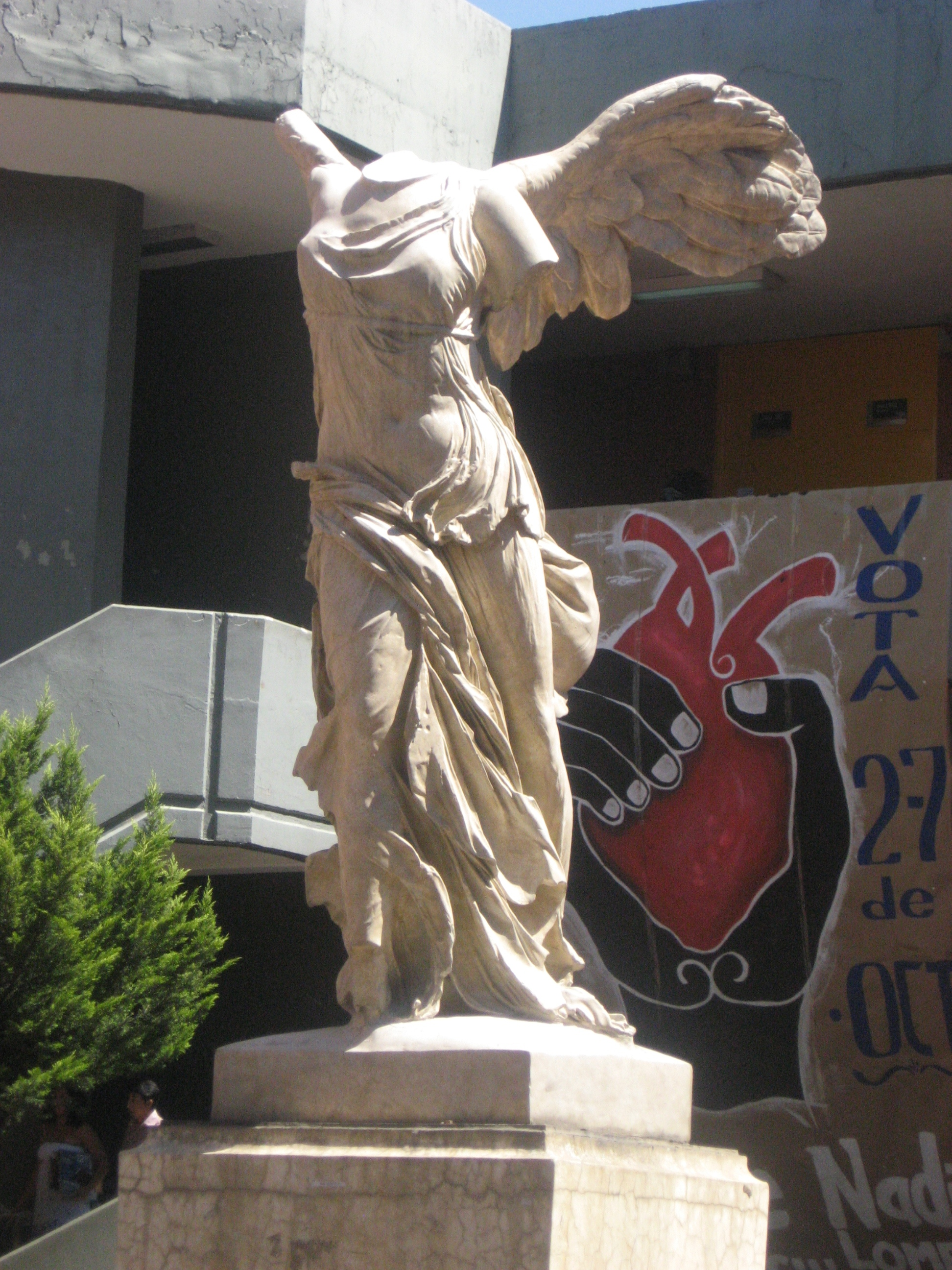

En el año de 1910, la "Escuela Nacional de Bellas Artes" (nombre que tenía entonces la Academia de San Carlos) estaba conformada por las Escuelas de Pintura, Escultura y Arquitectura, esta última fue anexada al proyecto de la Universidad de México que se inauguró en septiembre de aquel año. Parece ser que las divisiones de Pintura y Escultura se anexaría algunos años más tarde, probablemente hacia 1917.
En 1929, se dividieron oficialmente en dos: por un lado, la Escuela Nacional de Arquitectura, y por otro la Escuela de Pintura y Escultura, esta última cambiaría su nombre por el de "Escuela Central de Artes Plásticas", luego de una huelga estudiantil encabezada por el Dr. Atl, quien proponía romper con el modelo ortodoxo de educación que se impartía en la academia. Esta ruptura con los cánones de enseñanza daría como resultado, para la escuela y sus integrantes, la gestación de un arte mexicano con personalidad y discurso propios, alejándose de la tradición de importar estilos artísticos del Viejo Continente. Su primer director en esta nueva etapa sería el destacado artista mexicano Diego Rivera.
En el año de 1933 cambiaría nuevamente su nombre por el de "Escuela Nacional de Artes Plásticas" (ENAP).
En 1953 la Escuela de Arquitectura se trasladaría a la recién inaugurada Ciudad Universitaria de la UNAM. Mientras que la Escuela Nacional de Artes Plásticas (ENAP) permanecería ubicada en el primer cuadro de la Ciudad de México.
En 1941 comienza a impartir cursos nocturnos para obreros sobre Letra y Cartel, convirtiéndose posteriormente en el Departamento de Dibujo Publicitario. Entre las materias que contenía aquel programa se incluía la de publicidad gráfica. Para 1942 los cursos de Dibujo Publicitario se convirtieron en una especialidad y continuaron así hasta 1951, cuando se modificó el plan de estudios que la estableció como una carrera de cuatro años de duración. Al llegar el año de 1959 se impartían en la ENAP las carreras profesionales de Pintor, Escultor, Grabador y Dibujante Publicitario.
Durante el movimiento estudiantil de 1968 en México, la ENAP jugó un papel primordial, ya que contaba con el acceso y control de diferentes máquinas y herramientas para impresión, cruciales para la producción masiva de panfletos y manifiestos del movimiento. La ENAP junto con La Esmeralda, fueron las principales entidades en la generación de la Gráfica del 68, que dieron soporte y difusión a las marchas y manifestaciones.
En 1971, el director Roberto Garibay Sida unificó las carreras de Pintura, Escultura y Grabado y pasaron a formar la Licenciatura en Artes Visuales.
En 1974 bajo la coordinación de Rafael Jiménez y con la participación de profesores como Gerardo Portillo Ortiz, Eduardo Téllez, Reyes Todd, Jorge Chuey, Manuel Sánchez y José Luis Ortiz Téllez, transforman la carrera de Dibujo Publicitario en la Licenciatura en Comunicación Gráfica. Ese mismo año se creó también la Licenciatura en Diseño Gráfico.
En 1979 la Escuela Nacional de Artes Plásticas se reubicó en la alcaldía de Xochimilco, al sur de la ciudad, dejando únicamente la Unidad de Posgrado en la antigua Academia de San Carlos.
La ENAP Xochimilco inició actividades el día 8 de octubre de 1979, convirtiéndose ésta en sede principal de labores administrativas y académicas hasta la actualidad.
Durante las décadas de los 80 y 90, la ENAP destacó de entre el resto de instituciones públicas y privadas en México en las ramas del Arte, el Diseño y la Comunicación gráfica.
En el año de 1992 la UNAM realizó un convenio con el estado de Guerrero para utilizar la Ex Hacienda del Chorrillo, ubicada en Taxco de Alarcón, como instalaciones para crear un Centro de Enseñanza Para Extrajeros (CEPE) y como Extensión Académica de la ENAP (ENAP Taxco).
A mediados de la década de los 90, el director José de Santiago Silva reestructuró los planes de estudio de las carreras de Diseño gráfico y Comunicación gráfica, unificándolas en una sola con el nombre de Licenciatura en Diseño y Comunicación Visual, misma que entró en vigor en 1998 con un plan de estudios comprendía un tronco común de materias los primeros 4 semestres y posteriormente la elección de una de cinco especialidades: Fotografía, Ilustración, Diseño Editorial, Audiovisuales y Multimedia, así como Simbología y Soportes Tridimensionales.
Durante la primera década del siglo XXI la ENAP nuevamente se destacó de entre las instituciones de enseñanza del diseño, principalmente entre 2004 y 2011 cuando sus estudiantes y egresados obtuvieron una buena cantidad de Premios Quórum, otorgados por el Consejo de Diseñadores de México a los trabajos más destacados en el país, así mismo la institución obtuvo 3 veces el Premio Once a la Excelencia Académica.
En 2013 se aprobó la creación de la Licenciatura en Arte y Diseño, que se impartió en las sedes de Xochimilco y la ENES Morelia, actualmente solo se imparte en el Plantel de Taxco.
Ese mismo año se inauguró en Ciudad Universitaria la Unidad de Posgrado, donde se comenzaron a impartir maestrías y doctorados de las áreas de Arte y Diseño.

## La Facultad de Artes y Diseño
El 4 de noviembre de 2013 (día en que se cumplían 232 años de la fundación de la Academia de San Carlos), el director Daniel Manzano Águila, presentó ante el Consejo Universitario el proyecto para otorgar el grado de Facultad a la Escuela Nacional de Artes Plásticas.
En 2014, la carrera de Diseño y Comunicación Visual actualizó nuevamente su plan de estudios: la especialidad en Fotografía pasa a convertirse en materia optativa, mientras que las otras 4  fueron renombradas como: Gráfica e ilustración, Edición Gráfica, Medios Audiovisuales e Hipermedia, así como Iconicidad y Entornos.
El 21 de marzo de 2014, el Consejo Universitario aprobó por unanimidad la transformación de la Escuela Nacional de Artes Plásticas (ENAP), en la "Facultad de Artes y Diseño" (FAD), gracias a la valiosa trayectoria de la entidad durante más de dos siglos en los campos de la docencia, la investigación y la producción de las artes y el diseño, así como la formación de profesionales de diferentes disciplinas de las Artes y el Diseño en México.

### Docentes y Egresados
El plantel Xochimilco de la FAD ha contado a lo largo de su historia con varias y varios docentes tanto de Artes como de Diseño que han impartido clases, entre los más reconocidos están: Luis Nishizawa, Jesús Mayagoitia, Herlinda Sánchez Laurel Zúñiga, Adolfo Mexiac, Armando López Carmona, Adrián Villagómez, Jorge Chuey, Gerardo Portillo, Alfredo Nieto Martínez, Jorge Novelo, Gilberto Aceves Navarro, Carlos Olachea, Pedro Zepeda Morales, Alberto Palacios, Antonio Esparza Castillo, Roberto Uribe Rivera, Melquiades Herrera, Kiyoto Ota, Víctor Monroy, Joaquín Rodríguez, Jorge Álvarez, Mauricio Rivera, Manuel Elías López Monroy, Jaime Reséndiz, María Elena Martínez, José Luis Heredia y Guillermo de Gante.
Así mismo, muchas de sus egresadas y egresados cuentan con una gran trayectoria en el medio artístico y de diseño como Gabriel Orozco (artista), Javier Marín (artista), Paco Enríquez (Taller de Plástica "El volador"), Alejandro Magallanes (diseñador), Rosario Guillermo (escultora), Alejandro Herrerías (ilustrador), Teresa Peyret (Diseñadora), Selva Hernández López (diseñadora), Cristóbal Henestrosa (tipógrafo), Patricia Soriano (artista), Mario Flores (diseñador e ilustrador), "Said Dokins" (artista), Brenda Rodríguez (diseñadora), Naandeyé García (diseñadora e ilustradora), Edgar Flores "Saner" (diseñador), Eduardo Barrera Arrambarri (diseñador), Ixchel Estrada (ilustradora), David Piñón Hernández "Seher one" (muralista), Miguel Ángel Román (ilustrador de "Barrilete Cósmico"), Yazmín Huerta (diseñadora) y Eva Bracamontes (muralista e ilustradora),
entre otros.

## Actualidad
Actualmente la FAD imparte clases de licenciatura, maestría y doctorado repartidas en su diferentes sedes: Plantel Xochimilco, Plantel Taxco, Plantel Ciudad Universitaria y Plantel Academia de San Carlos; este último además, de suma relevancia por la trascendencia histórica del recinto y porque alberga más de 60,000 bienes patrimoniales artísticos, que conforman las valiosas colecciones de la Academia.

### Instalaciones

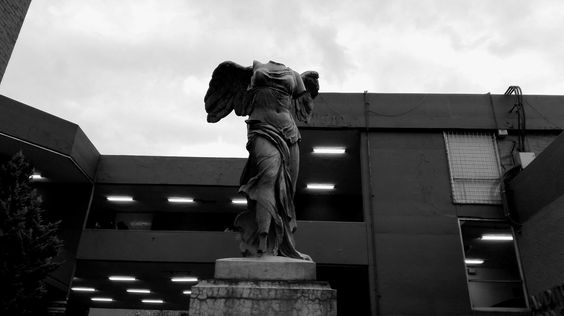
Escultura réplica de Victoria de Samotracia Facultad de Artes y Diseño

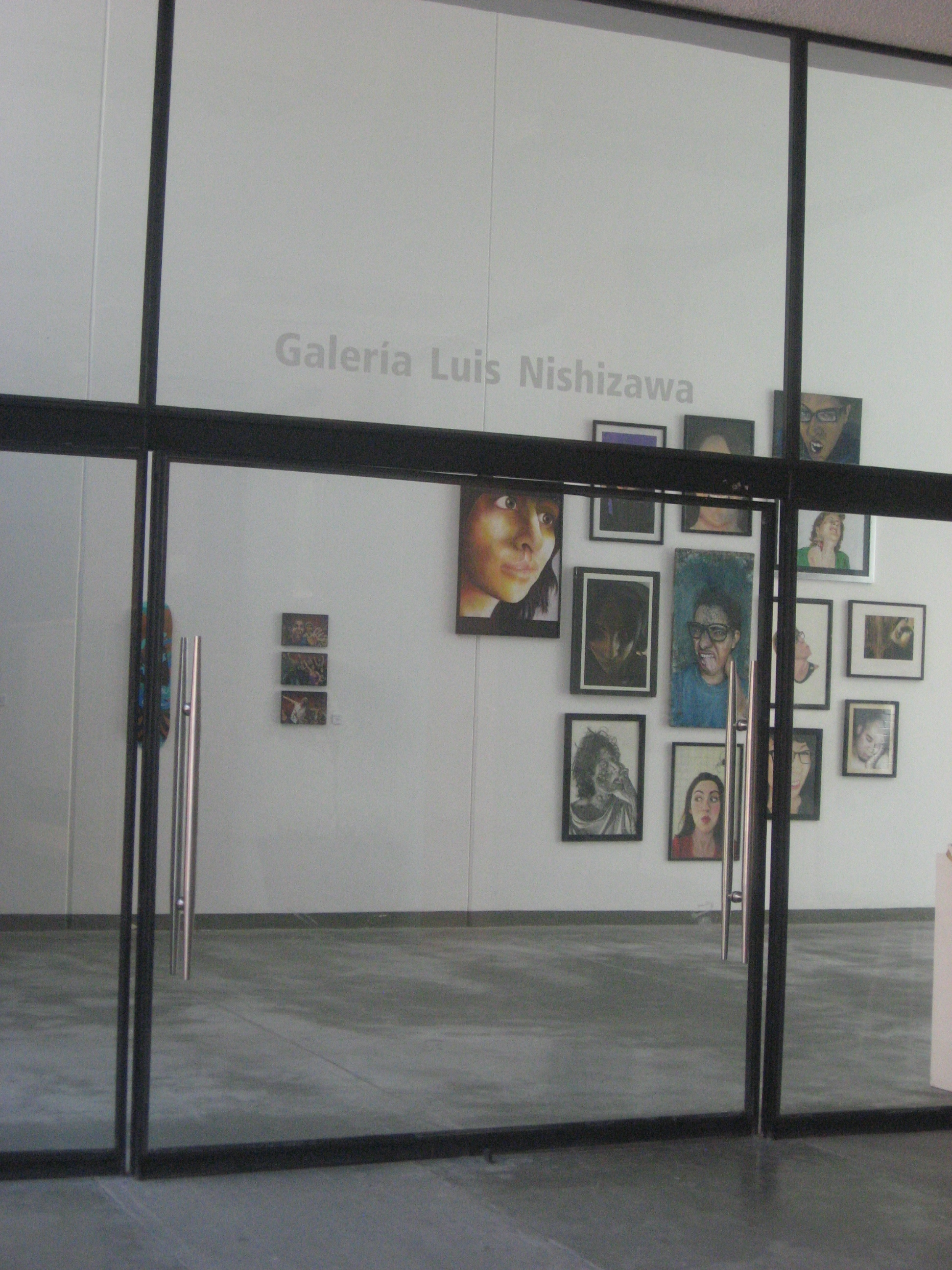
Galería "Luis Nishizawa"

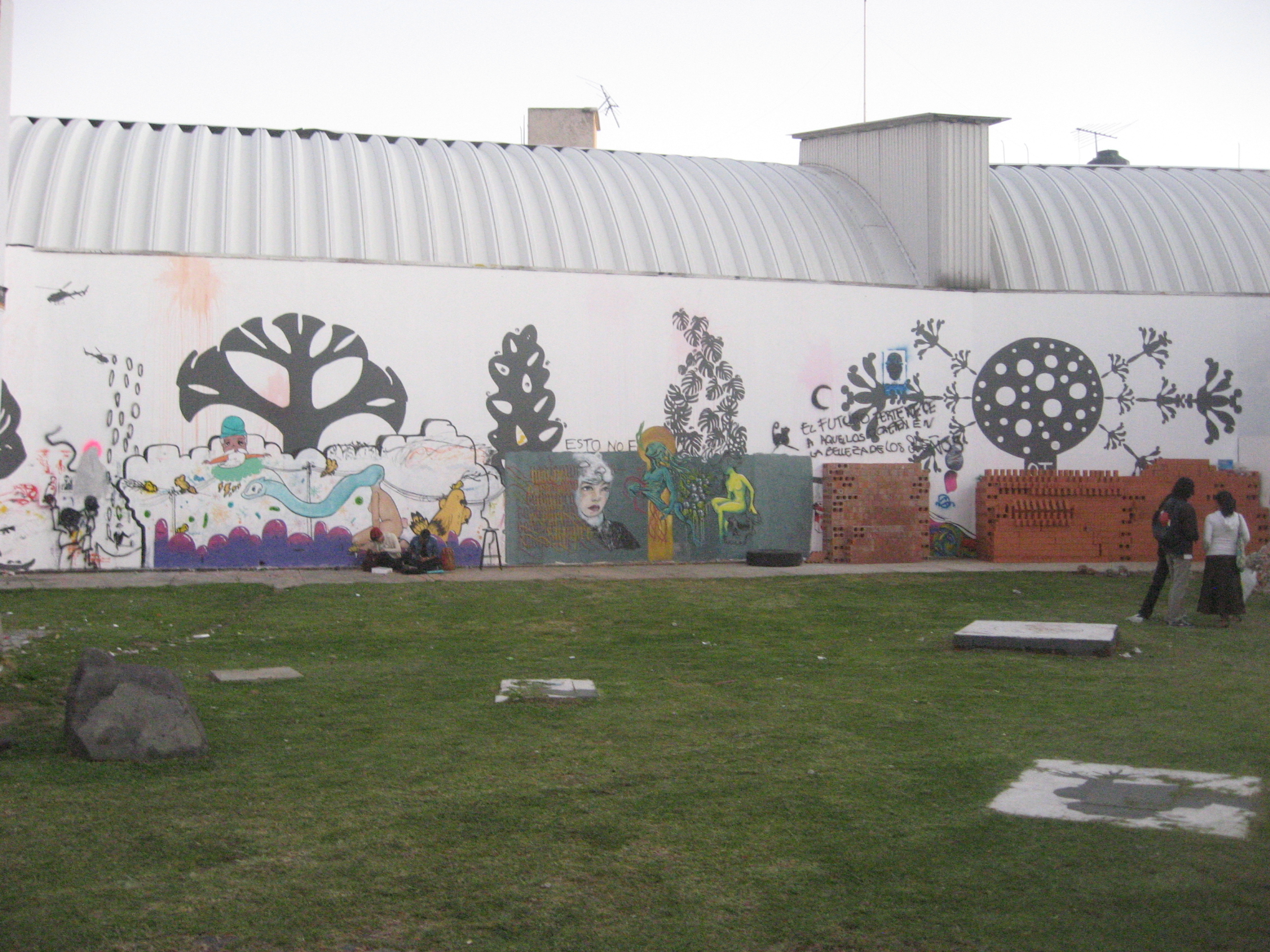
"La curva"

Hoy el plantel Xochimilco de la Facultad de Artes y Diseño cuenta múltiples espacios educativos, administrativos y recreativos, destacando:
- El Auditorio "Francisco Goitia"
- La Galería "Luis Nishizawa"
- El Centro de documentación "Prof. José María Natividad Correa Toca"
- Talleres de Dibujo "El Pentágono"
- Sala de Videoconferencias
- La Galería Autónoma
- La Galería "Antonio Ramírez Andrade"
- Laboratorios de fotografía analógica
- Mural al aire para proyectos de arte urbano "La Curva"[12]
- Laboratorios de Cómputo "CTAC´s"
- Aulas de Video proyección "Las Mazmorras"
- Comedor Estudiantil

Además de una gran cantidad de talleres especializados para diferentes disciplinas del arte y el diseño.

### Obras artísticas
Repartidas a lo largo de las instalaciones de Xochimilco se encuentran diferentes obras artísticas incorporadas al entorno, algunas de estas son:
- El mural "Apoteosis de Manuel Tolsá y las musas románticas" del artista Gilberto Aceves Navarro, es una intervención con madera sobre las paredes localizadas frente a la biblioteca.
- Un óleo en gran formato titulado "La Victoria roja, alegoría de San Carlos" de Antonio Ramírez, ubicado dentro de la biblioteca Prof. José María Natividad Correa Toca.
- Dos "Paneles cerámicos" de alta temperatura con técnica de esmalte japonés del Mtro. Luis Nishizawa.
- La escultura en acero inoxidable del artista Vicente Rojo, titulada "Alfabeto abierto" está ubicada sobre el espacio que conecta el segundo y tercer patio de la Facultad.
- El maestro Armando López Carmona proyectó un espacio al aire para proyectos de pintura mural denominado "La Curva",[12] este espacio localizado en la parte trasera de la Facultad, es constantemente intervenido por alumnos pertenecientes a la Facultad de manera individual o colectiva, con proyectos de arte urbano, pintura, grafiti, etc.
- El mural de cerámica modular "La música" de la artista Fanny Morell.

A lo largo de toda la Facultad pueden verse también pinturas efímeras en muros, puertas y cualquier otro espacio común.

### Eventos y actividades complementarias
Entre las actividades complementarias que lleva a cabo la Facultad de Artes y Diseño, se encuentran diferentes eventos artísticos y culturales como son:
- Zempaxóchitl, ofrenda que conmemora las festividades del día de muertos a lo largo de los espacios de las instalaciones del plantel
- Festival de Cortometrajes, realizado anualmente y donde se muestran trabajo realizados por estudiantes del plantel
- Pasarela de Moda Alternativa Arte-Objeto evento anual que se realizó durante 30 años.
- Punto de Encuentro, actividades lúdicas realizadas al interior del plantel.
- Feria del Libro de Arte y Diseño
- Mención aparte tiene la Megaofrenda UNAM, realizada en la Ciudad Universitaria desde 1997 y hasta la fecha. A inicios de los años 2000, la facultad se sumó a la producción de dicho evento y fue ésta la que propuso e implementó darle una temática distinta cada año, actualmente la FAD coordina la ambientación plástica en coordinación con la DGACU.

## Directores
| Periodo   | Director                            | Notas |
| --------- | ----------------------------------- | --- |
| 2022-2026 | Dr. Mauricio de Jesús Juárez Servín | Sin resumen. |
| 2018-2022 | Dr. Gerardo García Luna Martínez    | Sin resumen. |
| 2014-2018 | Dra. Elizabeth Fuentes Rojas        | Convenios con China, Italia y otros países. Construcción de aulas emergentes. Detección de fractura en edificio de Academia de San Carlos y elaboración de Plan Maestro para su recuperación integral. |
| 2010-2014 | Dr. José Daniel Manzano Águila      | Creación de la licenciatura de Artes y Diseño, junto con la maestría y doctorado. Concretó la transformación de escuela a facultad junto con el trabajo de sus predecesores. |
| 2006-2010 | Mtro. Ignacio Salazar Arroyo        | Acreditación de las licenciaturas en Artes Visuales y Diseño y Comunicación Visual. Remodelación del Auditorio Francisco Goitia y la Galería Luis Nishizawa. Restauración de las Galerías de la Antigua Academia de San Carlos e Inauguración del centro cultural San Carlos. Fortalecimiento de la vida académica colegiada.                                                     |
| 2002-2006 | Dra. Luz del Carmen Vilchis         | Modificación de Planes de Estudio, Restauración de las Antiguas Galerías de la Academia de San Carlos, Instrumentación de las modalidades de titulación, Instauración de los reglamentos de la escuela, apertura de la Galería de alumnos. Ingreso de la Escuela en el Programa Cúmulus y establecimiento de una red de convenios con más de 100 universidades de artes y diseño. |

## Licenciaturas
- Licenciatura en Diseño y Comunicación Visual. (Dividida en cuatro áreas de profundización:[17] Edición Gráfica, Iconicidad y Entornos, Gráfica e ilustración, Medios Audiovisuales e Hipermedia)
- Licenciatura en Artes Visuales. (Dividida en cinco áreas de profundización:[17] Dibujo, Escultura, Estampa, Fotografía, Pintura)
- Licenciatura en Arte y Diseño

## Posgrados
Las maestrías que se ofrecen son:
- Maestría en Artes Visuales
- Maestría en Diseño y Comunicación Visual
- Maestría en Docencia en Artes y Diseño
- Maestría en Cine Documental

También se imparte el:
- Doctorado en Artes y Diseño

El doctorado en Artes y Diseño se imparte en colaboración con el Instituto de Investigaciones Estéticas y la Facultad de Arquitectura.

## Sedes
- Plantel Xochimilco. (Licenciaturas)
- Plantel Academia de San Carlos. (Posgrado y Museo)
- Plantel Ciudad Universitaria. (Unidad de Posgrado)
- Plantel Taxco. (Licenciatura y Educación Continua)